# 產業通商資源部
產業通商資源部（韩语：／ Saneop Tongsang Jawon-bu */?），是大韩民国的中央行政機關，部门首长称產業通商資源部长（韩语：／），同时被任命为国务委员。其職能相當於其他國家的經濟部或商務部。

## 沿革
- 1948年11月4日 - 设立商工部。
- 1977年12月16日 - 设立动力资源部。
- 1993年3月6日 - 商工部与动力资源部合并为商工资源部。
- 1996年2月9日 - 商工资源部更名为通商产业部。
- 1998年2月28日 - 通商产业部更名为产业资源部。
- 2008年2月29日 - 科学技术部与情报通信部的部分职能并入，改组为知识经济部。
- 2013年3月23日 - 原外交通商部的通商职能（对外贸易）移交给该部，并将该部更名为產業通商資源部。

## 职责
商业、贸易与工业、外国人投资、通讯产业、产业技术研究开发政策、能源与地下资源、邮政等相关事务。

## 组织

### 官员
- 部長
  - 发言人
  - 長官政策顾问
  - 监査官
- 第一次長
- 第二次長
- 通商交渉本部長

### 下属机构
| - 运营支援课 - 企画调整室 - 产业经济室 | - 成长动力室 - 贸易投资室 - 能源资源室 |

### 附属机构
| - 邮政事业本部 - 知识经济公务员教育院 - 邮政事业情报中心 - 邮政事业调查事务所 - 地方通信厅 - 首尔通信厅（首尔特别市、仁川广域市、京畿道） - 釜山通信厅（釜山广域市、蔚山广域市、庆尚南道） - 忠清通信厅（大田广域市、忠清北道、忠清南道） - 全北通信厅（全罗北道） - 全南通信厅（光州广域市、全罗南道） - 庆北通信厅（大邱广域市、庆尚北道） - 江原通信厅（江原道） - 济州通信厅（济州特别自治道） | - 技术标准院 - 地域特化发电特区企画团 - 经济自由区域企画团 - 矿业登记事务所 - 自由贸易地域管理院（马山、群山、大佛） - 矿山安全事务所（东部、中部、西部、南部） - 电气委员会 - 研究开发特区企画团 |

### 外厅
- 中小企业厅
- 特许厅